# Oreneta porpra
L'oreneta porpra (Progne subis) és una espècie d'ocell de la família dels hirundínids (Hirundinidae). Habita zones obertes, sovint a prop de l'aigua, i ciutats, criant al sud del Canadà, gran part dels Estats Units i del nord de Mèxic. Passa l'hivern al sud del Brasil i zones limítrofes del Paraguai, el Perú i nord de l'Argentina. El seu estat de conservació es considera de risc mínim.